# Erika Pecchia
Erika Pecchia (Roma, 22 febbraio 1993) è una calciatrice italiana, di ruolo centrocampista.